# Topolino e l'anello di Re Mida
Topolino e l'anello di Re Mida (The Midas Ring) è una storia a fumetti della Walt Disney realizzata da Bill Walsh (testi) e Floyd Gottfredson, pubblicata in strisce giornaliere sui quotidiani statunitensi dal 21 gennaio al 19 aprile 1952. In Italia comparve per la prima volta sui numeri 45-46-47 di Topolino, pubblicati tra il 25 giugno e il 25 luglio 1952.

## Trama
Grazie a un innominato zingaro di passaggio, Topolino entra in possesso di uno speciale anello appartenuto a re Mida e diviene ricchissimo. Ma la ricchezza non permette a Topolino di essere realmente soddisfatto: i suoi tentativi di fare beneficenza vengono subito frustrati e diviene succube della sua affascinante segretaria, la signorina Caterina Atomica, la quale, però, mira ad ucciderlo per impossessarsi di tutte le sue ricchezze. Alla fine interverrà di nuovo lo zingaro misterioso a mettere le cose a posto, e Topolino potrà "tranquillamente" tornare in miseria.